# Carlo Siliotto
Carlo Siliotto (ur. 10 stycznia 1950 w Rzymie) – włoski kompozytor, autor muzyki filmowej.

## Życiorys
Kompozytor urodził się w Rzymie. Studiował kompozycję w konserwatorium we Frosinone pod kierunkiem Daniela Parisa. Był współzałożycielem grupy Canzoniere del Lazio, która w latach 1973–1979 łączyła style takie jak rock, jazz czy muzyka poważna, starając się zaadaptować tradycyjne pieśni południowych Włoch i włoskiej części basenu Morza Śródziemnego. Z grupą nagrał sześć płyt długogrających (Quando nascesti tune, Lassa stà la mè creatura, Spirito bono, Morra, Miradas, Canzoniere del Lazio a Berlino). Canzoniere del Lazio koncertowała w krajach afrykańskich: Somalii, Tanzanii, Mozambiku, Zambii i Kenii, gdzie muzycy wymieniali doświadczenia z miejscowymi artystami ludowymi. Po powrocie z tournée Siliotto napisał bajkę muzyczną „Ondina”, wydaną na płytach przez Polygram. Wziął również udział w projekcie „Carnascialia”, stworzonym przez Pasquale Minieriego oraz Giorgia Vivaldiego.
Po założeniu nowego zespołu o nazwie Gramigna, koncertował w Grecji, Niemczech, Nigerii. Mozambiku i na Węgrzech. Na początku lat 80. XX wieku był aktywny jako kompozytor, producent i wiolonczelista z szeregiem artystów włoskich, wśród których: Domenico Modugno, Antonello Venditti, Francesco De Gregori, Maria Carta, Enzo Gragnaniello, Enzo Avitabile czy Marivana. Tworzył muzykę do przedstawień teatralnych i baletowych. Od 1984 jego działalność skupia się przede wszystkim na tworzeniu muzyki filmowej. Współpracował z Ennio Morricone.

## Filmografia
W latach 1983–2011 Siliotto wziął udział w ponad dziewięćdziesięciu produkcjach filmowych, kinowych i telewizyjnych:
- Chi mi aiuta...? (1983)
- Il passo falso (1983)
- A viso coperto (1985)
- La casa del buon ritorno (1986)
- Assicurazione sulla morte (1987, TV)
- Colletti bianchi (1988, serial TV)
- Rosso di sera (1988)
- Pensieri invadenti (1988)
- Dark Bar (1988)
- Una vittoria (1988, serial TV)
- Diventerò padre (1988, TV)
- Série noire (1988, serial TV, odcinek „Cause à l’autre”)
- Cztery małe kobietki (Quattro piccole donne, 1989, TV)
- Un milione di miliardi (1990, serial TV)
- Arrivederci Roma (1990)
- Opowieść roznoszącego zarazę (Diceria dell’untore, 1990)
- Dalla notte all’alba (1991, TV)
- Non siamo soli (1991, serial TV)
- La ballata di Ren-Ham (1991)
- Ostinato destino (1992)
- In fuga per la vita (1992, serial TV)
- In viaggio verso est (1992)
- Stato d’ emergenza (1992)
- Pour le meilleur et pour le pire (1992, TV)
- Gli anni d’oro (1992, serial TV)
- Cherchez la femme (1993, TV)
- Il caso Dozier (1993, TV)
- Delitti imperfetti (1993, TV)
- Villa Maltraversi (1993, TV)
- Ucieczka niewinnego (La corsa dell’innocente, 1993)
- Nemici intimi (1994, TV)
- I pavoni (1994)
- Quando finiranno le zanzare (1994)
- L’ombra della sera (1994, TV)
- La stanza accanto (1994)
- La tenda nera (1995)
- Biały delfin (Palla di neve, 1995)
- Altrove (1995)
- Psim tropem do domu (Fluke, 1995)
- La luna rubata (1995, TV)
- Compagni di branco (1996, TV)
- La signora della città (1996, TV)
- Luna e l’altra (1996)
- Il piccolo lord (1996, TV)
- Dawid (David, 1997, TV)
- Dar życia (Il dono di Nicholas, 1998, TV)
- On i ona (Lui e lei, 1998, serial TV)
- Primo cittadino (1998, serial TV)
- On i ona 2 (1999, serial TV)
- La vera madre (1999)
- Not registered (1999)
- Estera (Esther, 1999, TV)
- A proposito di sentimenti (1999)
- Consigli per gli acquisti (1999)
- Il mistero del cortile (1999, TV)
- Nieproszony gość (Uninvited, 1999)
- Oltremare (1999)
- Vola Sciusciù (2000, TV)
- Il rumore dei ricordi (2000, TV)
- Maestrale (2000)
- Via Due Macelli, Italia – Sinistra senza unità (2000)
- Święty Paweł (San Paolo, 2000, TV)
- La Sindone – 24 ore, 14 ostaggi (2001, TV)
- Tempo vero (2001)
- Wybraniec losu (Honolulu Baby, 2001)
- Brancaccio (2001, TV)
- Bernadetta z Lourdes (Lourdes, 2001, TV)
- Che faresti per amore? (2001)
- Sweetiecakes (2001)
- Cuccioli (2002, serial TV)
- Uszanować wroga (Texas 46, 2002)
- Święty Franciszek z Asyżu (2002, TV)
- Juliusz Cezar (Julius Caesar, 2002, TV)
- Una vita sottile (2003, TV)
- Drawing Blood Bradstreet Style (2003)
- Amiche (2003, serial TV)
- Punisher (2004)
- Nomad (2005, nominacja do nagrody Złoty Glob[4])
- Jan Paweł II: Nie lękajcie się (Have No Fear: The Life of Pope John Paul II, 2005)
- Italian Dream (2007)
- La misma luna (2007)
- Bedtime Story (2008)
- Miłość o smaku Orientu (The Ramen Girl, 2008)
- The Tree of Life (2008)
- Il sangue dei vinti (2008)
- L’isola dei segreti (2009, serial TV)
- Il padre e lo straniero (2010)
- Mia madre (2010, TV)
- Tequila (2011)